# Jacques Ferrand (General)
Jacques Ferrand (* 14. November 1746 in Ormoy; † 30. September 1804 in Amance) war ein französischer Politiker und General der Infanterie.

## Leben und Wirken
Mit 19 Jahren ließ sich Ferrand am 13. Januar 1765 für die königliche Armee anwerben. In mehreren Schlachten konnte sich Ferrand zwischen 1781 und 1783 durch Tapferkeit auszeichnen und wurde auch sehr schnell befördert: Caporal (4. Februar 1766), Sergent (16. November 1767) und Sergeant-major (6. Juni 1776). Er kämpfte vor Lille (April 1792), vor Verdun (August/September 1792) und Jemappes (6. November 1792).
Ferrand wurde schon früh zum Anhänger Napoleons. Am 8. September 1793 wurde er zum Général de division befördert und als solcher fungierte er 1795 als Militärkommandant der Stadt Besançon. Ferrand fiel beim Direktorium in Ungnade, wurde am 16. Januar 1796 seines Amtes enthoben und verhaftet. Durch die Fürsprache von General Lazare Nicolas Marguerite Carnot wurde er schon bald rehabilitiert.
Ferrand wurde als Kommandant einer Légion des Vétérans de Franche-Comté berufen und als solcher zum Bürgermeister von Amance bestimmt. Am 12. April 1797 wurde er Mitglied des Rates der Fünfhundert (Conseil des Cinq-Cents) und vertrat dort das Département Haute-Saône. Bereits am 4. September 1797 gab er dieses Amt wieder auf und kehrte nach Amance zurück. Er starb am 30. September 1804 in Amance und fand dort auch seine letzte Ruhestätte.

## Ehrungen
- 10. April 1791 Chevalier des Ordre royal et militaire de Saint-Louis
- Sein Name findet sich am nördlichen Pfeiler (4. Spalte) des Triumphbogens am Place Charles-de-Gaulle (Paris)